# Tjuvknop

Tjuvknop

Tjuvknop är en felslagen råbandsknop, där de fasta parterna ligger diagonalt. Den kan även kallas för falsk råbandsknop
Enligt legenden knöt alltid sjömännen igen sina bröd- och persedelpåsar med denna knop, väl medvetna om att tjuvarna skulle knyta igen dem med en råbandsknop i stället. Men, säger Ashley, "jag har aldrig sett knopen i praktisk användning, jag har inte uppmärksammat knopen och inte heller blivit bestraffad för att inte ha gjort så".
Knopen har nummer 1207 i Ashleys bok om knopar, som också anger namnen "påsknop" (Bag knot) och "brödpåsknop" (Bread bag knot).
Tjuvknopen kan löpa om den belastas, vilket en rättslagen råbandsknop inte gör.